# Château de Bressey-sur-Tille
Le château de Bressey est une résidence seigneuriale, construite et agrandie au XVIIIe siècle, à l'emplacement d'une ancienne forteresse féodale, dans l'actuelle commune française de Bressey-sur-Tille (Côte-d'Or). Il est classé Monument historique depuis 1992.

## Description
Le château, de forme rectangulaire, suit une architecture classique, construit en deux temps, la façade orientale sous Louis XIV et doublé, en 1786, par une façade monumentale d'inspiration palladienne. Les archives du château gardent les devis et les plans de ces derniers travaux et permettent d'identifier l'architecte, Jean Caristie, d'origine milanaise.
La toiture, peu pentue, est faite d'ardoise et cernée d'une corniche à balustres.
L'entrée de l'allée de Dijon est flanquée de deux pavillons, l'Orangerie et les Ecuries, précédant une grande grille de fer forgée et la clôture du parc.
Le jardin, fait à la française, se compose d'allées cavalières, de canaux et de parterres de buis taillés[réf. souhaitée].
Dans le Grand-Salon est un ensemble de boiseries et de sculptures de la main de Jérôme Marlet, employé peu avant aux ornements du Parlement de Bourgogne.

## Historique
Après avoir appartenu aux sires de Bressey, puis à la famille de Champlitte-Pontailler, les terres échoient, au milieu du XVIIIe siècle, à la famille Lemulier de Quercize.
En 1755, un de ses membres, Jean-François, conseiller honoraire au Parlement de Bourgogne, fait faire une première extension du château, d'un style Louis XIV, déjà existant.
De mai 1786 à août 1788, son fils Jean fait appel à l'architecte Jean Caristie, qui double la largeur du château et le réoriente, en faisant ériger une nouvelle façade, de style néoclassique, en direction de Dijon[réf. souhaitée].
Sous la Révolution, la famille émigre et le château est réquisitionné et mis en vente comme bien national. Cependant, les Lemulier parviennent à récupérer l'édifice et à le transmettre à leurs descendants[réf. souhaitée].
Le 10 février 1992, le château, ses dépendances et son parc sont classés Monument historique.

## Propriétaires
- Famille de Bressey
- Famille de Champlitte-Pontailler
- Famille Lemulier de Bressey
- Marquis de Pradier d'Agrain
- Barons de Rivière
- Familles de Rivière, de Boissieu, Dumas de Mascarel, Duguet et de Bouillé (propriétaires actuels)[réf. souhaitée].